# Michael McCaul
Michael Thomas McCaul, né le 14 janvier 1962 à Dallas, est un homme politique américain. Membre du Parti républicain, il est élu du Texas à la Chambre des représentants des États-Unis depuis 2005.

## Biographie
Michael McCaul est originaire de Dallas, au Texas. Après des études à l'université Trinity (en) et à l'université St. Mary (en), il devient avocat. Durant sa carrière, il travaille notamment pour le procureur général du Texas.
En 2004, il se présente à la Chambre des représentants des États-Unis dans le 10e district du Texas, redécoupé en faveur des républicains et qui s'étend d'Austin à Houston. Il affronte le banquier Ben Streusand dans la primaire la plus chère de ces élections. Soutenu par l'establishment républicain, McCaul remporte facilement la primaire puis l'élection de novembre, avec 78,6 % des voix face à un libertarien et un candidat indépendant.
Il est réélu avec 55,3 % des suffrages en 2006 et 53,9 % en 2008. Il rassemble plus de 60 % des voix lors des trois élections suivantes. En 2016, il remporte un nouveau mandat en réunissant 57 % des suffrages face à l'infirmière Tawana Cadien. En 2018, pour la première fois, il est réélu avec moins de 10 points d'avance sur son adversaire démocrate, devançant Mike Steel de seulement 4 points.
Durant les 113e et 114e congrès, il préside la commission de la Chambre sur la sécurité intérieure.
Durant le 118e congrès, il préside la commission des Affaires étrangères.